# Хидака (округ)
Хидака (яп. 日高支庁 Хидака-ситё:) — округ в составе губернаторства Хоккайдо (Япония). Западная сторона гор Хидака занимает большую часть округа. Хидака является малонаселенным округом, но в нем имеются многие из природных ресурсов Хоккайдо. Административный центр расположен в Уракава. На октябрь 2005 года население округа составляло 81 407 человек. Официальная площадь округа — 4,811.9 км².

## История
- 1897 год, создан округ Уракава
- 1932 год, округ Уракава переименован в округ Хидака

## География
Округ расположен на юго-восточном побережье Хоккайдо. Занимает порядка 5,8 % площади губернаторства Хоккайдо. Более 80 % территории покрыто лесом.
Южная граница округа является побережьем Тихого океана.

## Состав округа

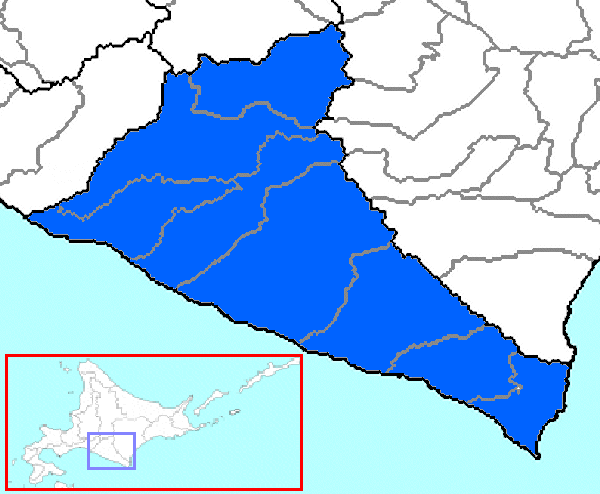
Округ Хидака

### Города
В этом округе нет крупных городов.

### Города и деревни уездов
- Ниикаппу
  - Ниикаппу
- Самани
  - Самани
- Сару
  - Биратори
  - Хидака
- Уракава
  - Уракава (административный центр округа)
- Хидака
  - Синхидака
- Хороидзуми
  - Эримо